# Puerta del Sol (Sevilla)
La puerta del Sol fue una puerta de la ciudad española de Sevilla, tapiada en 1836.

## Descripción
La puerta, que era la más oriental de todas las que tenía la ciudad, fue rehecha en 1599 y finalmente tapiada en 1836. Aparece descrita en la Noticia histórica del origen de los nombres de las calles de esta ciudad de Sevilla (1839) de Félix González de León con las siguientes palabras:

Puerta del Sol. [...] asi nombrada, porque los griegos la consagraron a este astro, para ellos divinidad, ó por un sol que tiene en su frontispicio por la parte de afuera; ó porque siendo la mas oriental de la ciudad, recibe los primeros rayso del Sol en su nacimiento. Que á estas tres causas se atribuye el nombre. Nada de particular ofrece esta puerta digno de observarse, es grande y elevada pero sin ornato alguno y se hizo de nuevo en 1599 segun lo dice una lápida que está sobre su arco con la inscripcion siguiente: REINANDO EN CASTILLA EL REY D. FELIPE NUESTRO Sr. II DE ESTE NOMBRE, SEVILLA MANDO ABRIR ESTA PUERTA Y SE ACABO SIENDO ASISTENTE D. PEDRO CARRILLO DE MENDOZA, CONDE DE PLIEGO DE LAS VILLAS DE CANABERAS Y CASTINUEVO, Y DIPUTADOS DELLA EL 24 PEDRO DE LEON DE AIALA, Y EL JURADO RODRIGO XUAREZ ACABOSE AÑO 1595. En las fortificaciones de 1836 se tapió esta puerta. Pertenece al cuartel D. y á la parroquia de santa Lucia.
(González de León, 1839, pp. 480-481)